# Donja Kovačica
Donja Kovačica falu Horvátországban Belovár-Bilogora megyében. Közigazgatásilag Nagygordonyához tartozik.

## Fekvése
Belovár központjától légvonalban 20, közúton 30 km-re délkeletre, községközpontjától légvonalban 4, közúton 5 km-re nyugatra, a Bilo-hegység délnyugati lejtőin, a Csázma-folyó és a Kovačica-patak összefolyásánál fekszik.

## Története
A régészeti leletek tanúsága szerint Donja Kovačica területén már a történelem előtti időben éltek emberek. A falu területén három őskori lelőhely ismert a Benićev brijeg, a Gradina és a Kirinov brijeg nevű helyeken, ahol főként cseréptöredékek kerültek elő. Közülük a legjelentősebb Kirinov brijeg, mely a település központjától északkeletre, mintegy kilométer távolságra egy völgyben, 131 méteres magasságban fekszik. A lelőhelyen az újkőkori lasinja kultúrához tartozó cserépmaradványokat találtak.
A falu „Kopachowcz” néven már a középkorban is létezett. Péter nevű plébánosát 1501-ben említik „Petrus plebanus de Kopaehewcz” alakban. A 16. század közepén foglalta el a török és területe száz évig lakatlan pusztaság volt. A lakosság az ország biztonságosabb részeire menekült, míg másokat rabságba hurcoltak.
Területe a 17. század közepétől népesült be, amikor a török által elpusztított, kihalt területre folyamatosan telepítették be a keresztény lakosságot. Pravoszláv temploma a 18. század elején épült és kisebb átépítésekkel a mai napig fennmaradt. A falu 1774-ben az első katonai felmérés térképén „Dorf Vlaska Kovachicza” néven találjuk. A település katonai közigazgatás idején a szentgyörgyvári ezredhez tartozott. 
Lipszky János 1808-ban Budán kiadott repertóriumában „Kovachicza (Dolnya)” néven szerepel. Nagy Lajos 1829-ben kiadott művében „Kovachicza (Dolna)” néven 41 házzal, 178 katolikus és 100 ortodox vallású lakossal találjuk.
A katonai közigazgatás megszüntetése után Magyar Királyságon belül Horvát-Szlavónország részeként, Belovár-Kőrös vármegye Grubisno Poljei járásának része volt. 1857-ben 403, 1910-ben 779 lakosa volt. 1910-ben a népszámlálás adatai szerint lakosságának 51%-a horvát, 32%-a cseh, 15%-a szerb anyanyelvű volt. 1918-ban az új szerb-horvát-szlovén állam, majd később Jugoszlávia része lett. 
1941 és 1945 között a németbarát Független Horvát Államhoz, majd a háború után a szocialista Jugoszláviához tartozott. 1991-től a független Horvátország része. 1991-ben lakosságának 61%-a horvát, 25%-a cseh, 12%-a szerb nemzetiségű volt. 2011-ben 278 lakosa volt.

## Lakossága
| Lakosság változása | Lakosság változása | Lakosság változása | Lakosság változása | Lakosság változása | Lakosság változása | Lakosság változása | Lakosság változása | Lakosság változása | Lakosság változása | Lakosság változása | Lakosság változása | Lakosság változása | Lakosság változása | Lakosság változása | Lakosság változása |
| ------------------ | ------------------ | ------------------ | ------------------ | ------------------ | ------------------ | ------------------ | ------------------ | ------------------ | ------------------ | ------------------ | ------------------ | ------------------ | ------------------ | ------------------ | ------------------ |
| 1857               | 1869               | 1880               | 1890               | 1900               | 1910               | 1921               | 1931               | 1948               | 1953               | 1961               | 1971               | 1981               | 1991               | 2001               | 2011               |
| 403                | 418                | 405                | 748                | 817                | 779                | 780                | 739                | 613                | 609                | 576                | 504                | 433                | 369                | 342                | 278                |

## Nevezetességei
- Szent Petka (illetve Szent Mária Magdolna) tiszteletére szentelt pravoszláv temploma[8] a legrégibb falusi fatemplomok közé tartozik. Építési idejét a 18. század elejére teszik. Ezt megerősíti az 1720-ban Grazból ideszállított harang, mely azt jelenti, hogy a templomnak már ekkor volt harangtornya. A belovári térség egyik legnépszerűbb temploma volt, ahova ünnepnapján a katolikus és a pravoszláv hívek is összegyűltek. Ennek a népszerűségnek köszönhető, hogy a templom máig fennmaradhatott. Négyszög alaprajzú, keletelt szentélyű épület. Magas fa harangtornyát a második világháború után újították fel. Régi ikonosztázának egyik ikonján a neves orosz ikonfestő Grigorij Geraszimov Moszkoviter 1724-ből származó szignója található. 1769-ben új ikonosztázt építettek a templomba, melynek hátlapján Bratanović ikonfestő szignója látható. Az ikonosztáz fából faragott kerete csodásan illeszkedik a rusztikus környezethez. Ezzel egyidejűleg a korábbi dongaboltozatot virágmintákkal díszített kazettás mennyezetre cserélték. A templom ma nagyon rossz állapotban van, de a kulturális minisztérium már elkülönített pénzt a felújítására. Idáig a tető felújítása történt meg.
- Szent György tiszteletére szentelt római katolikus kápolnája 1932-ben épült. 1967-ben és 1996-ban megújították. 6 méter hosszú és 4 méter széles épület harangtoronnyal, falazott menzájú oltárral, fából faragott retablóval.